# Ricco Groß
Pour les articles homonymes, voir Gross.
Ricco Groß, né le 22 août 1970 à Bad Schlema, est un biathlète allemand. Il est quadruple champion olympique de relais et du monde dans des courses individuelles, faisant de lui un des biathlètes les plus titrés de l'histoire.

## Biographie
Ricco Groß commence le biathlon à l'âge de treize ans après des débuts en ski de fond. Durant sa jeunesse, il devient sergent dans l'armée allemande tout en continuant à s'entraîner.
Il a remporté huit médailles olympiques, le meilleur total pour un biathlète allemand avec Sven Fischer, dont quatre titres en relais, égalant ainsi le record du soviétique Alexander Tikhonov, en 1992, 1994, 1998 et 2006 et une médaille d'argent en 2002. Il ajoute trois podiums individuels à ce total, sans remporter de titre cependant : argent sur le sprint en 1992 et 1994 et bronze sur la poursuite en 2002.
Il est à titre individuel quatre fois champion du monde dont une fois devant son public à Oberhof en 2004 lors de la poursuite, discipline où il remporte deux autres titres en 1999 et 2003. Au total, Ricco Groß obtient vingt podiums aux Championnats du monde, ce qui fait de lui l'un des plus médaillés de l'histoire. 
Depuis ses débuts en Coupe du monde de 1990, Gross est monté à neuf reprises sur la plus haute marche.  En 1997, il signe ses deux premières victoires, la première à Ruhpolding, la seconde aux Championnats du monde à Osrblie, à chaque fois dans l'épreuve de l'individuel, ce qui lui permet de remporter son premier et unique globe de cristal sur cette discipline. En 1997-1998, il figure sur plusieurs podiums, dont une victoire à Pokljuka, autant de performances qui l'aident à atteindre le deuxième rang du classement final de la Coupe du monde, qu'il n'arrivera jamais à remporter du fait notamment de la domination des super-stars Ole Einar Bjørndalen et Raphaël Poirée, actifs sur la même période que lui. En 2000, il gagne deux courses sur ses terres, enlevant le sprint et la mass start de Ruhpolding.
En janvier 2006, il remporte la neuvième et dernière victoire de sa carrière sur la poursuite d'Antholz. En 2007, il annonce la fin de sa carrière sportive.
Par la suite il est devenu commentateur de biathlon à la télévision allemande.
En 2015, il prend la tête de l'équipe russe. En 2018, il est désigné entraîneur en chef de l'équipe nationale autrichienne. Il quitte ce poste à l'issue de la saison 2021-2022 pour devenir entraîneur en chef de l'équipe nationale slovène pendant deux ans avant d'être débarqué après la saison 2023-2024. En mai 2024, il annonce qu'il devient entraîneur d'un groupe de biathlètes juniors et seniors suisses.
Il est père de trois fils : Simon, Gabriel et Marco (de), qui est aussi biathlète.

## Palmarès

### Jeux olympiques d'hiver
| Édition \ Épreuve      | Individuel | Sprint                             | Poursuite                           | Départ en masse                  | Relais                             |
| ---------------------- | ---------- | ---------------------------------- | ----------------------------------- | -------------------------------- | ---------------------------------- |
| JO 1992 Albertville    | —          | Médaille d'argent, Jeux olympiques | Épreuve inexistante à cette date    | Épreuve inexistante à cette date | Médaille d'or, Jeux olympiques     |
| JO 1994 Lillehammer    | —          | Médaille d'argent, Jeux olympiques | Épreuve inexistante à cette date    | Épreuve inexistante à cette date | Médaille d'or, Jeux olympiques     |
| JO 1998 Nagano         | 6e         | 17e                                | Épreuve inexistante à cette date    | Épreuve inexistante à cette date | Médaille d'or, Jeux olympiques     |
| JO 2002 Salt Lake City | 4e         | 4e                                 | Médaille de bronze, Jeux olympiques | Épreuve inexistante à cette date | Médaille d'argent, Jeux olympiques |
| JO 2006 Turin          | 11e        | 6e                                 | 12e                                 | —                                | Médaille d'or, Jeux olympiques     |

Légende :
- : épreuve inexistante ou non olympique

### Championnats du monde
| Mondiaux \ Épreuve         | individuel                | Sprint                    | Poursuite                        | Départ en masse                  | Relais                    | Relais mixte                     | Course par équipes               |
| 1991 Lahti                 | —                         | —                         | Épreuve inexistante à cette date | Épreuve inexistante à cette date | Médaille d'or, monde      | Épreuve inexistante à cette date | —                                |
| 1995 Antholz Anterselva    | 55e                       | Médaille de bronze, monde | Épreuve inexistante à cette date | Épreuve inexistante à cette date | Médaille d'or, monde      | Épreuve inexistante à cette date | —                                |
| 1996 Ruhpolding            | 9e                        | 12e                       | Épreuve inexistante à cette date | Épreuve inexistante à cette date | Médaille d'argent, monde  | Épreuve inexistante à cette date | —                                |
| 1997 Osrblie               | Médaille d'or, monde      | 34e                       | 26e                              | Épreuve inexistante à cette date | Médaille d'or, monde      | Épreuve inexistante à cette date | —                                |
| 1998 Pokljuka Hochfilzen   | JO Nagano                 | JO Nagano                 | 7e                               | Épreuve inexistante à cette date | JO Nagano                 | Épreuve inexistante à cette date | Médaille d'argent, monde         |
| 1999 Kontiolahti Oslo      | Médaille d'argent, monde  | 6e                        | Médaille d'or, monde             | 8e                               | 4e                        | Épreuve inexistante à cette date | Épreuve inexistante à cette date |
| 2000 Oslo Lahti            | 9e                        | 7e                        | 18e                              | 6e                               | Médaille de bronze, monde | Épreuve inexistante à cette date | Épreuve inexistante à cette date |
| 2001 Pokljuka              | 7e                        | 27e                       | 14e                              | 4e                               | 12e                       | Épreuve inexistante à cette date | Épreuve inexistante à cette date |
| 2002 Oslo                  | JO Salt Lake City         | JO Salt Lake City         | JO Salt Lake City                | 11e                              | JO Salt Lake City         | Épreuve inexistante à cette date | Épreuve inexistante à cette date |
| 2003 Khanty-Mansiïsk       | Médaille de bronze, monde | Médaille d'argent, monde  | Médaille d'or, monde             | 22e                              | Médaille d'or, monde      | Épreuve inexistante à cette date | Épreuve inexistante à cette date |
| 2004 Oberhof               | 4e                        | Médaille d'argent, monde  | Médaille d'or, monde             | 29e                              | Médaille d'or, monde      | Épreuve inexistante à cette date | Épreuve inexistante à cette date |
| 2005 Hochfilzen /Khanty-M. | Médaille de bronze, monde | 7e                        | 6e                               | 7e                               | 6e                        | Médaille de bronze, monde        | Épreuve inexistante à cette date |
| 2006 Pokljuka              | JO Turin                  | JO Turin                  | JO Turin                         | JO Turin                         | JO Turin                  | 10e                              | Épreuve inexistante à cette date |
| 2007 Antholz Anterselva    | 9e                        | —                         | —                                | —                                | Médaille de bronze, monde | —                                | Épreuve inexistante à cette date |

Légende :

 : première place, médaille d'or

 : deuxième place, médaille d'argent

 : troisième place, médaille de bronze

 : épreuve inexistante ou absente du programme

— : pas de participation à cette épreuve

### Coupe du monde
- Meilleur classement général : 2e en 1998.
- 1 petit globe de cristal : vainqueur du classement de l'individuel en 1997.
- Selon l'Union internationale de biathlon, qui inclut les Jeux olympiques et les Championnats du monde :
  - 52 podiums en épreuve individuelle : 9 victoires, 21 deuxièmes places et 22 troisièmes places (au sens strict, 39 podiums, 5+16+18).
  - 54 podiums en relais, dont 26 victoires.
  - 1 podium en relais mixte.
  - 2 podiums en course par équipes, dont 1 victoire.

#### Détail des victoires individuelles
| Saison / Épreuve | individuel                        | Sprint     | Poursuite                      | Mass start | Total |
| 1996-1997        | Ruhpolding Osrblie (Ch. du monde) |            |                                |            | 2     |
| 1997-1998        | Pokljuka                          |            |                                |            | 1     |
| 1998-1999        |                                   |            | Kontiolahti (Ch. du monde)     |            | 1     |
| 1999-2000        |                                   | Ruhpolding |                                | Ruhpolding | 2     |
| 2002-2003        |                                   |            | Khanty-Mansiïsk (Ch. du monde) |            | 1     |
| 2003-2004        |                                   |            | Oberhof (Ch. du monde)         |            | 1     |
| 2005-2006        |                                   |            | Antholz Anterselva             |            | 1     |
| Total            | 3                                 | 1          | 4                              | 1          | 9     |

#### Classements annuels
| Année | Classement général final |
| 1991  | 7e                       |
| 1992  | 30e                      |
| 1993  | 10e                      |
| 1994  | 5e                       |
| 1995  | 10e                      |
| 1996  | 7e                       |
| 1997  | 4e                       |
| 1998  | 2e                       |
| 1999  | 4e                       |
| 2000  | 8e                       |
| 2001  | 9e                       |
| 2002  | 7e                       |
| 2003  | 3e                       |
| 2004  | 3e                       |
| 2005  | 6e                       |
| 2006  | 8e                       |
| 2007  | 26e                      |